# Enfant intérieur

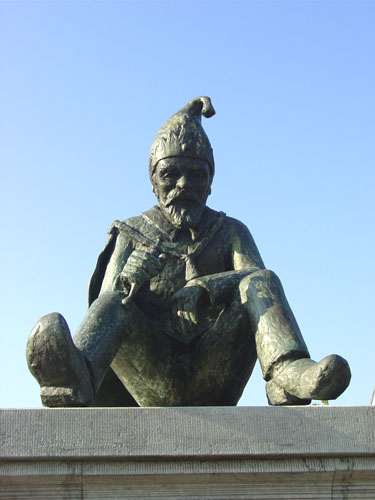
(Kyrië, roi gnome). Les personnages légendaires du type des lutins peuvent incarner en partie ce que représente l'enfant intérieur. Jung cite plus particulièrement le trickster.

Pour les articles homonymes, voir enfant divin.
L'enfant intérieur désigne la part enfantine ou infantile de l'adulte —part liée au fonctionnement primaire, instinctif de l'enfant— dans divers types de thérapies contemporaines[réf. souhaitée].
Inspirée par les travaux de Carl Gustav Jung sur l'archétype de l'enfant ou Puer Aeternus, la notion d’enfant intérieur se base sur l'idée que « nous avons tous été des enfants et cet enfant vit encore en nous » d'où les tendances observées dans le psychisme de tout adulte qui sont à la fois régressives (retour à un stade enfantin) et régénératrices (visant guérison ou évolution).
Selon Jung, un archétype est une forme typique de l'inconscient collectif et un élément culturel humain qu'on retrouve exprimé de différentes façons à travers le temps et les cultures. Ainsi, pour l'archétype de l'enfant les personnages de lutins (ou gnomes, ou elfes) dans les légendes, alternativement joueurs, sages, farceurs ou cruels, en seraient des représentations typiques. L'enfant intérieur est lié au mythe interculturel du fripon.

## Développement du terme

### Histoire du concept
Si ce qui est désigné par enfant intérieur semble présent dans les contes et les croyances depuis que ceux-ci existent, le fait de le distinguer comme objet d'étude date du XXe siècle.
En anthropologie, Claude Lévi-Strauss identifie d'abord un « Décepteur », puis Paul Radin décrit le Trickster en 1956 , et le fripon divin en 1958 avec le commentaire de Carl Gustav Jung.
Jung précise sur cette base son propre concept, et celui-ci est rapidement réutilisé dans d'autres disciplines de la psychologie.
Par exemple, dans les années 1960, Éric Berne l'utilise à sa façon comme une base de l’analyse transactionnelle qui distingue dans les échanges trois états de chaque individu, enfant, adulte et parent.
En psychologie, en psychothérapie, voire dans des thérapies d'inspiration les plus diverses, on utilise parfois un nom latin puer aeternus pour enfant éternel, ou encore l'enfant divin pour désigner cette part du soi qui conserve un fonctionnement d'enfant.

### Universalité de la notion
La perspective jungienne, au travers de l'ouvrage Le Fripon divin : le mythe indien, envisage l'existence d'un processus qui renvoie à un archétype présent dans chaque être humain, quelle que soit sa culture.
Cette universalité se retrouverait au travers du fripon divin. Le fripon divin est la figure de la petite créature mythique des légendes mais plus encore il est aussi une composante de notre âme.
Paul Radin, anthropologue rendu célèbre par ses études sur le Trickster, permit à Jung d'étayer cette thèse et d'affirmer le caractère de concept de l'enfant divin (enfant intérieur) en apportant sa contribution à l’étude de la psychologie du fripon. Spécialiste de la culture amérindienne, il s'associe à C.G Jung pour une publication commune. Coauteur de l'ouvrage Le Mythe du Fripon, Paul Radin défend l'universalité de ce mythe et le charme particulier et durable qu'il exerce.
Cette figure culturelle renverrait donc à l'un des aspects de l'âme humaine. En novembre 1999, René Barbier, chercheur en sciences de l'éducation et pédagogue jungien, écrit, de manière poétique, à son sujet :
«  C'est un enfant qui prend le jour pour en faire sa cabane de feuillage. Il arrive à l'horizon de la mémoire sans aucun bruit sans aucune page. Il n'a rien à nous dire. Il est la Présence même. Il éclate de tous les rires de la terre. C'est un enfant pareil à la mer et pourtant c'est un enfant soleil. Il fait chanter toutes les colombes. Il adoucit les serpents du rouge vif. Il boit la rage et donne le rêve. Un jour nous le rencontrerons. Entre deux portes coquille de l'instant. Il arrêtera notre visage. Il prolongera notre regard dans la surprise du torrent. Nous prendrons le temps du partage. C'est un enfant qui arrondit l'espoir pour le faire rouler et bleuir le monde. Il est la femme et il est l'homme entrelacés. Hélice de toute vie. Avec lui nous devenons plus humains. Avec lui fulgurante l'existence est royauté. »

### Utilisation de la notion en psychologie (pour créer undialogue intérieur)
Pour Jung, l'enfant dans les rêves, mythes, contes et autres récits folkloriques, « représente l'aspect d'enfance préconsciente de la psyché collective ». Mais l'enfant en tant que motif fait également allusion à tout ce qui est de l'ordre du potentiel, de croissance, de développement et de devenir : 

« Le motif de l'enfant se présente fréquemment dans le domaine de la psychopathologie (…) Cependant, la manifestation la plus claire et la plus signifiante du motif de l'enfant dans le traitement des névroses est celle du processus de murissement de la personnalité induit par l'analyse de l'inconscient et que j'ai nommé processus d'individuation. »

Ainsi, son Enfant divin « ne désigne pas une inconscience enfantine mais une capacité de renaissance, de renouvellement ». Et ce serait en effet cette potentialité de renouveau chez tout adulte qui tel un enfant aurait constamment besoin de soin et attention. Voici en réalité où la réflexion de Jung est reprise par les méthodes contemporaines qui s'adressent à l'enfant à l'intérieur de l'adulte pour d'abord en prendre conscience et par la suite pouvoir établir un dialogue bienveillant et bienfaisant avec lui.

### Une notion «opérante»
À l'âge de la maturité, (qui ne correspond pas forcément un âge social déterminé même si la statistique sociologique le situe vers la quarantaine), dans ce que l'on nomme parfois « la seconde partie de vie », l'adulte (en devenir) peut éprouver le besoin de retrouver un lien avec lui-même, avec son enfant intérieur, et s'inscrire dans la vie d'une manière différente.
Travailler au lien avec son enfant intérieur est alors utilisé aussi dans une démarche psychothérapeutique, de certains courants de la Psychothérapie d'Inspiration Psychanalytique (P.I.P. désigne une famille de soins psychiques), comme chez John Bradshaw ou Hal et Sidra Stone dans leur ouvrage Le Dialogue intérieur.
Il est utilisé par exemple :
- Chez les personnes souffrant de difficultés d'attachement (angoisse à s'attacher, attachement incontrôlable, relations faisant souffrir). L'attachement primitif mère-enfant serait le prototype des affinités, et plus généralement, des relations privilégiées de l'adulte par la suite. Il s'agit alors de réparer « le lien » et d'apaiser le patient dans son rapport au monde. Une fois le lien « douloureux » retravaillé, le patient ou la patiente peut alors quitter les relations pathogènes pour lui-même telles que : la boisson, la sexualité compulsive, le (la) conjoint(e) maltraitant(e), la suractivité professionnelle ou ménagère, la surintellectualisation ou la guerre idéologique pour la guerre idéologique.

- Chez les personnes souffrant du syndrome de Peter Pan, défini et conceptualisé par le psychanalyste Dan Kiley. Il s'agit alors d'ouvrir le patient à la réalité du monde pour qu'il s'y inscrive. Il pourra alors tenir sa place.

Dans la préface à l’édition hébraïque de Psychologie et éducation de Jung, (1958) on souligne que la psychologie analytique a contribué à la connaissance :
- des adultes qui souffrent encore d’infantilisme perturbant ;
- des relations complexes entre parents et enfants ;
- des enfants eux-mêmes.

La préface va encore plus loin : « Les désordres psychiques des enfants sont généralement liés à la psychologie et aux attitudes des parents et des éducateurs et on propose que la plus importante question après l’éducation de l’enfant soit celle de l’éducation même de l’éducateur ».

## Notion d'enfant intérieur chez les psychothérapeutes
Depuis les années 1960, de nombreux psychothérapeutes tels que le docteur Charles Whitfield (en) aux États-Unis, Donald Winnicott en Angleterre et la psychologue Alice Miller en Suisse, ont développé cette approche de l'Enfant Intérieur et ont imposé cette notion dans la pratique psychothérapeutique, en particulier nord-américaine (Canada et États-Unis).
La démocratisation de cette notion est due en particulier à une volonté de venir en aide aux codépendants, car elle suggère une prise ou reprise de sa propre prise en charge. Ces processus ont été décrits de manière ludique et active dans des ouvrages psychothérapeutiques à succès, en particulier dans les pays anglo-saxons avec les ouvrages de référence de John Bradshaw.
Pour citer quelques auteures : Lucia Capacchione, Louise Hay, Pia Mellody et aussi Susanna McMahon par exemple avec son "psy de poche", qui lui a été édité (et réédité) en langue française.
Certains psychothérapeutes indiquent que nous pouvons découvrir l'existence de l'enfant intérieur qui est en nous et ainsi nous prendre en charge, et que c'est cette découverte qui a valeur de psychothérapie, si elle est accompagnée.
Selon Suzanna Mc Mahon, l'enfant intérieur peut être découvert
«  (…) au fait que nous réagissons de façon démesurée à certains évènements. Chaque fois que notre réaction est disproportionnée, on peut être sûr qu'il est en train de faire son numéro. Cela se produit à chaque fois que nos besoins guident aveuglément notre conduite, l'enfant exige qu'on s'occupe de lui. Il hurle son besoin d'attention. (…)
Tout le monde abrite un enfant intérieur car nous avons, tous autant que nous sommes, perçu jadis le monde à travers les yeux d'un enfant. Et nous avons tous quelques souvenirs de ces perceptions. Cet enfant se souvient de son impuissance, de son incapacité à maîtriser le cours des choses. Il garde en mémoire d'innombrables injustices. À tout cela, il n'a de solutions qu'à court terme; il sait crier, pleurer et exiger de l'attention ou au contraire devenir passif, se recroqueviller, réclamant que l'on vienne à son secours. Si les secours n'arrivent pas, c'est le désespoir. Un enfant intérieur en bonne santé a la certitude que l'on répondra tôt ou tard à ses besoins et il est capable de patienter avant d'obtenir satisfaction, mais nombre d'entre nous hélas n'ont pas un enfant en bonne santé.  »
Parallèlement, dans son travail autour de l'enfant intérieur, le psychologue américain Stephen Diamond (en), met en lumière l'intérêt de prendre conscience de ce qui est porteur chez l'adulte d'innocence, joie, émerveillement et autres aspects positifs dont il ne convient pas de se couper. Toutefois, il souligne à l'instar de Suzanna Mc Mahon ci-dessus que ce même enfant intérieur porte de façon non-élaborée les blessures, traumatismes, peurs et rages historiques. La thérapie proposée invite la partie adulte chez l'individu à prendre en charge et soigner la partie enfant ; autrement dit, à établir une relation semblable à la relation parent-enfant dans laquelle à l'intérieur de soi, l'adulte materne et paterne l'enfant pour parvenir à une "nouvelle relation mutuellement bénéfique, coopérative et symbiotique dans laquelle les besoins parfois conflictuels du soi adulte et de l'enfant intérieur peuvent être satisfaits de manière créative".

## Travaux actuels en lien avec la notion d'enfant intérieur

### Exemple anthropologique
L'anthropologie, nous révèlerait que nous avons tous un enfant en nous-même et que de nombreux peuples ont exprimé ce fait. La perspective Jungienne, au travers de l'ouvrage le fripon divin : le mythe indien, envisage l'existence d'un processus qui renvoie à un archétype présent, dans chaque être humain, quelle que soit sa culture.
Cette universalité, se retrouverait, au travers du Fripon divin. Le fripon divin est la figure de la petite créature mythique des légendes mais plus encore il est aussi une composante de notre âme.
Attention cependant la notion de Fripon et d'enfant divin ne se recouvrent que partiellement. Et d'une certaine manière le Fripon est le double, l'ambivalence, la part d'Ombre de l'enfant divin etc. : L'ombre et la lumière en somme.
« L’Ombre est quelque chose d’inférieur, de primitif, d’inadapté et de malencontreux, mais non d’absolument mauvais. » « Il n’y a pas de lumière sans ombre et pas de totalité psychique sans imperfection. La vie nécessite pour son épanouissement non pas de la perfection mais de la plénitude. Sans imperfection, il n’y a ni progression, ni ascension ».
Ainsi Paul Radin, spécialiste de la culture amérindienne, anthropologue rendu célèbre par ses études sur le Fripon, permit à Jung d'étayer cette thèse et d'affirmer le caractère de concept au terme d'enfant divin (enfant intérieur) en apportant sa contribution à l’étude de la psychologie du fripon.
Paul Radin, coauteur de l'ouvrage le mythe du Fripon, écrit [réf. incomplète] : 
« Il n'est guère de mythe aussi répandu dans le monde entier que celui que l'on connaît sous le nom de "mythe du Fripon" dont nous nous occuperons ici. Il y a peu de mythes dont nous puissions affirmer avec autant d'assurance qu'ils appartiennent aux plus anciens modes d'expression de l'humanité ; peu d'autres mythes ont conservé leur contenu originel de façon aussi inchangée. (…) Il est manifeste que nous nous trouvons ici en présence d'une figure et d'un thème, ou de divers thèmes, doués d'un charme particulier et durable et qui exercent une force d'attraction peu ordinaire sur l'humanité depuis les débuts de la civilisation. »
Cette figure culturelle renverrait donc à l'un des aspects de l'âme humaine.

### Exemple psychothérapeutique: addictions
Cependant, cette idée de mise en questionnement et d'âge de la maturité présente chez Jung revêt un caractère intéressant du point de vue des démarches psychothérapeutiques, puisqu'elle indiquerait que tant la capacité de se libérer (par exemple d'une addiction, d'une habitude, d'un être maltraitant ou d'un passé de maltraité) mais aussi que le désir de s'autoriser à être plus soi même, peut survenir à un moment de la vie.
Selon Margaret Paul,
«  Les thérapies basées sur l'enfant intérieur ont pour objectif de faire de nous des adultes-enfants capables d'aimer, et donc d'écarter les peurs et fausses volontés qui nous empoisonnent le quotidien et s'opposent à notre épanouissement. […] Il s'agit d'un processus de transformation [qui] retrace notre parcours depuis l'enfance, source d'équilibre, d'amour, d'intuition, de passion et de légèreté […] jusqu'au stade adulte, caractérisé par la prédominance de notre cerveau gauche, qui est orienté vers l'action, le rationnel, et le monde extérieur »
C'est finalement une manière ludique et adulte de se prendre en main. "Comme un enfant qui s'amuse à construire avec sérieux et avec énergie une cabane dans le jardin" par exemple.

### Exemple selon Pinterovic: le petit prince
Dans le cadre de la psychologie analytique, un lien peut être fait entre petit prince et enfant divin. Cette perspective a donné lieu à une thèse développée par Antoine Pinterovic, qui elle-même a débouché sur un ouvrage sous le titre de Saint-Exupéry ou l'Enfant divin.
Il est divisé en deux parties :
- La première constitue une sorte de tentative de synthèse et de conciliation des diverses approches anthropologiques, mythologiques, psychanalytiques et linguistiques de l'image archétypique du puer aeternus (enfant éternel), figure qui a beaucoup préoccupé Jung lui-même et les psychanalystes jungiens, principalement Marie-Louise von Franz et James Hillman.
- La seconde s'attache à une approche de la biographie de Saint-Exupéry, autant légendaire qu'historique, ainsi qu'à une tentative de «lecture jungienne» de son œuvre à la lumière de l'image archétypique de l'enfant divin et sous le projecteur du Petit Prince, condensé mythique en fait de l'une et de l'autre, fournissant par la même occasion les divisions de cette partie de l'ouvrage qui en épousent les épisodes et les événements essentiels.